# Тополя (округ Снина)
Тополя (словац. Topoľa, угор. Kistopola) — село, громада в окрузі Сніна, Пряшівський край, північно-східна Словаччина. Кадастрова площа громиди — 26,384 км². Населення — 147 осіб (за оцінкою на 31 грудня 2017 р.).
Розташоване на кордоні з Польщею та Україною.

## Історія
Давнє лемківське село. Перша згадка 1337 року як Tupulya, Tupulia. Історичні назви: Topolya (1786), Topoľa (1920); угор. Topolya, Kistopolya.

## Населення
| Рік:            | 1994. | 2004.    | 2014.    | 2024.   |
| --------------- | ----- | -------- | -------- | ------- |
| Кількість осіб: | 252   | 197      | 154      | 152     |
| Різниця:        |       | -21,82 % | -21,82 % | -1,29 % |

| Рік:            | 2023. | 2024.   |
| --------------- | ----- | ------- |
| Кількість осіб: | 159   | 152     |
| Різниця:        |       | -4,40 % |

Дані перепису населення 2001 року
В селі проживає 183 особи.
Національний склад населення:
- словаки — 45,13 %
- русини — 41,59 %
- українці — 4,42 %
- чехи — 0,44 %

Склад населення за приналежністю до релігії:
- православні: 0,44 %
- греко-католики: 88,94 %
- римо-католики: 1,33 %,
- не вважають себе віруючими або не належать до жодної вищезгаданої церкви: 9,29 %

## Транспорт
Через село 5 разів на день ходить рейсовий автобус Сніна — Руніна. Час в дорозі до Тополі близько 40 хвилин.

## Відомі особи

### Народилися
- Духнович Олександр Васильович (1803—1865) — україноруський письменник, греко-католицький священик, педагог, поет, культурний діяч.
- Феделеш Кирило Іванович (1881—1950) — український педагог та просвітницький діяч, греко-католицький священик, депутат Сойму Карпатської України.

## Галерея

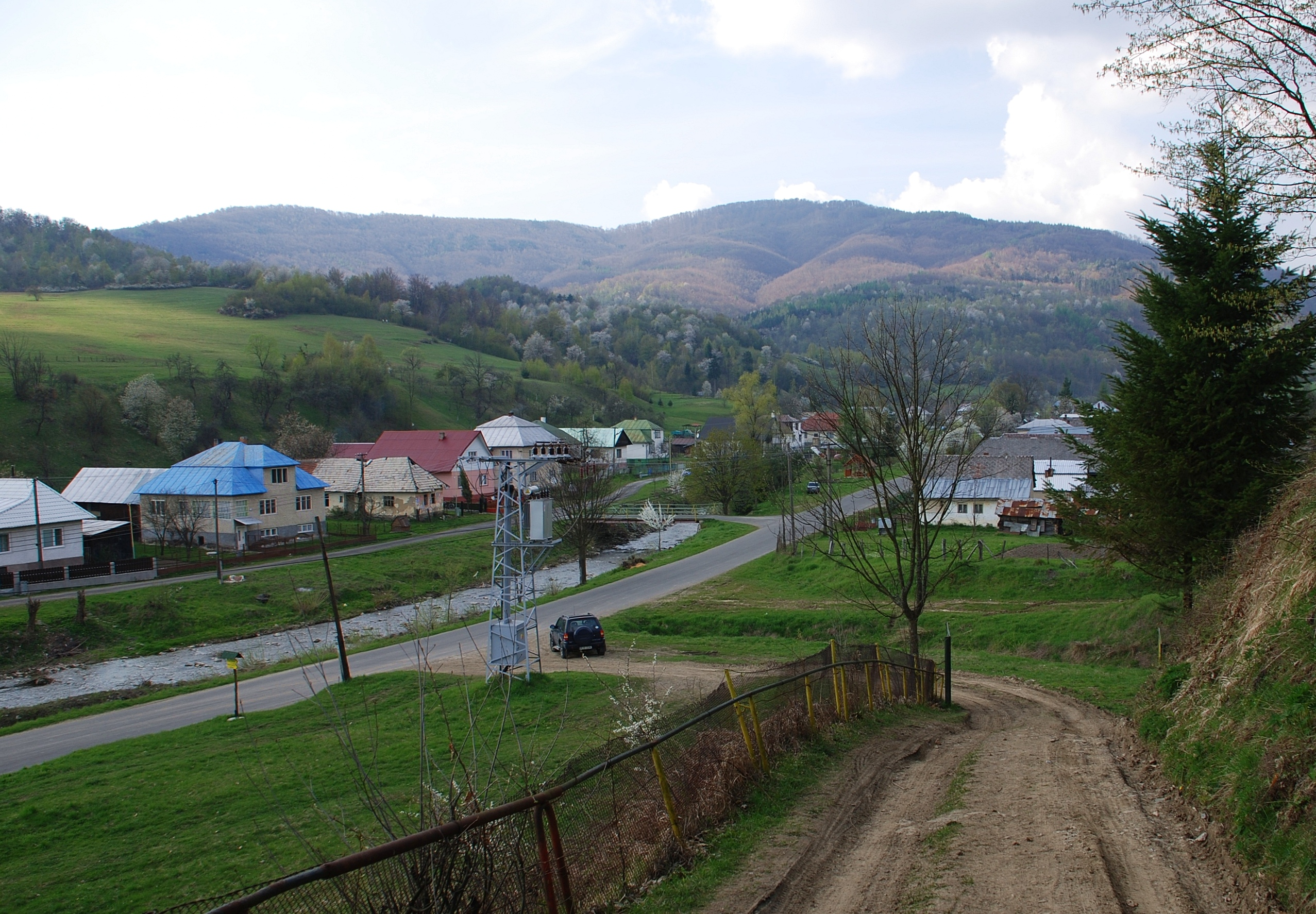
Село Тополя. Сучасний вигляд.
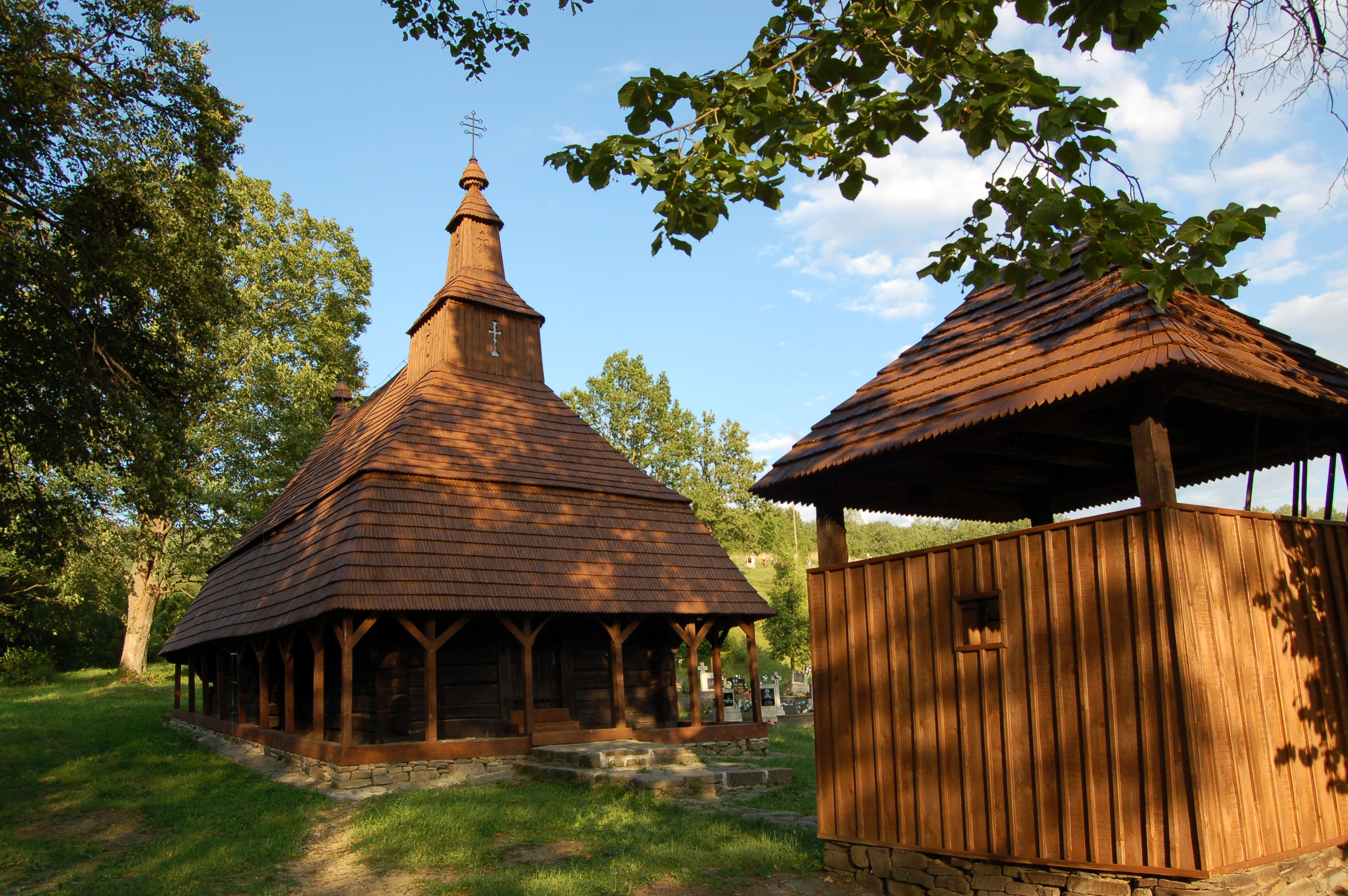
Церква Святого Михайла Архангела.
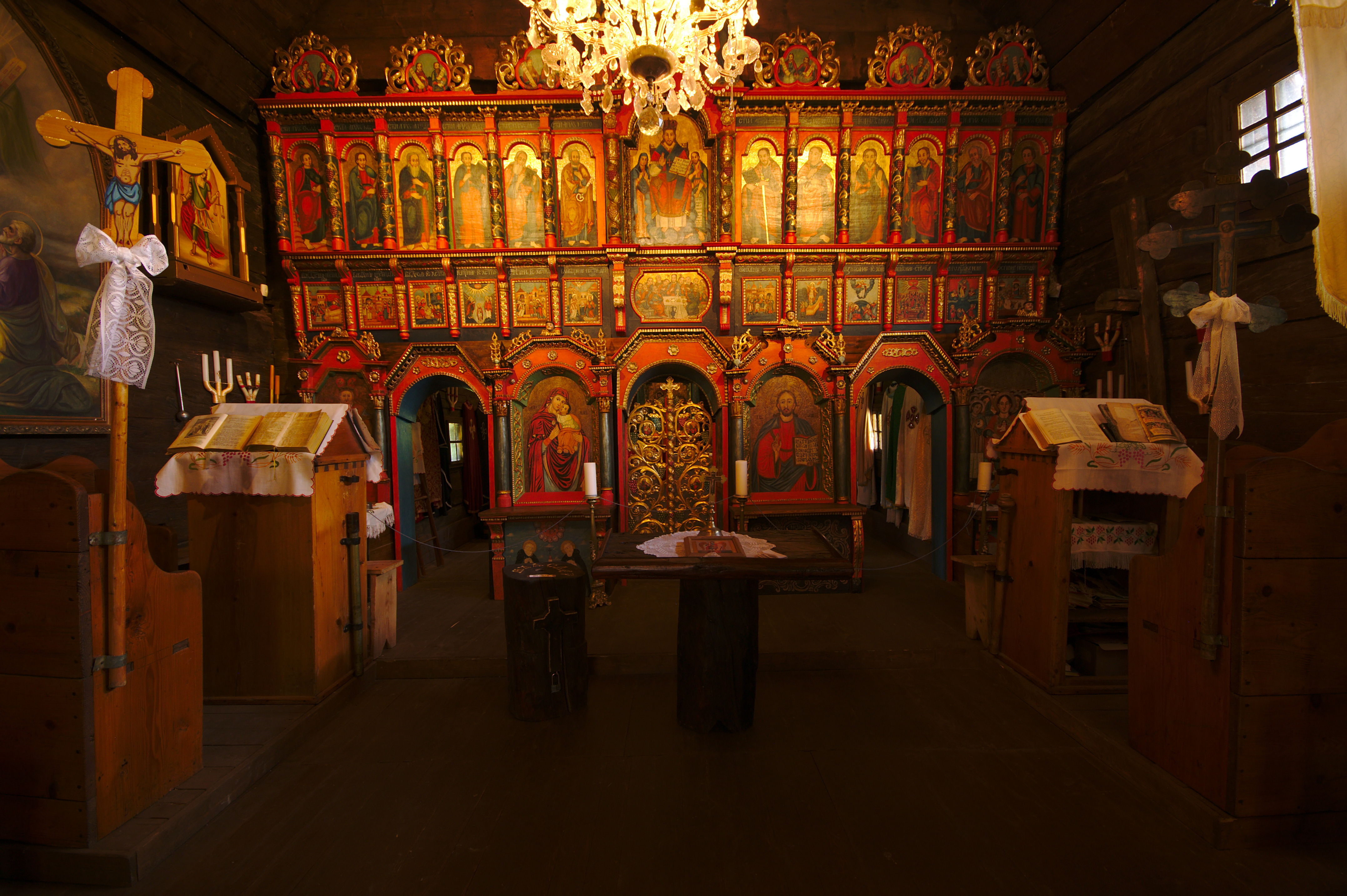
Інтер'єр церкви Святого Михайла Архангела
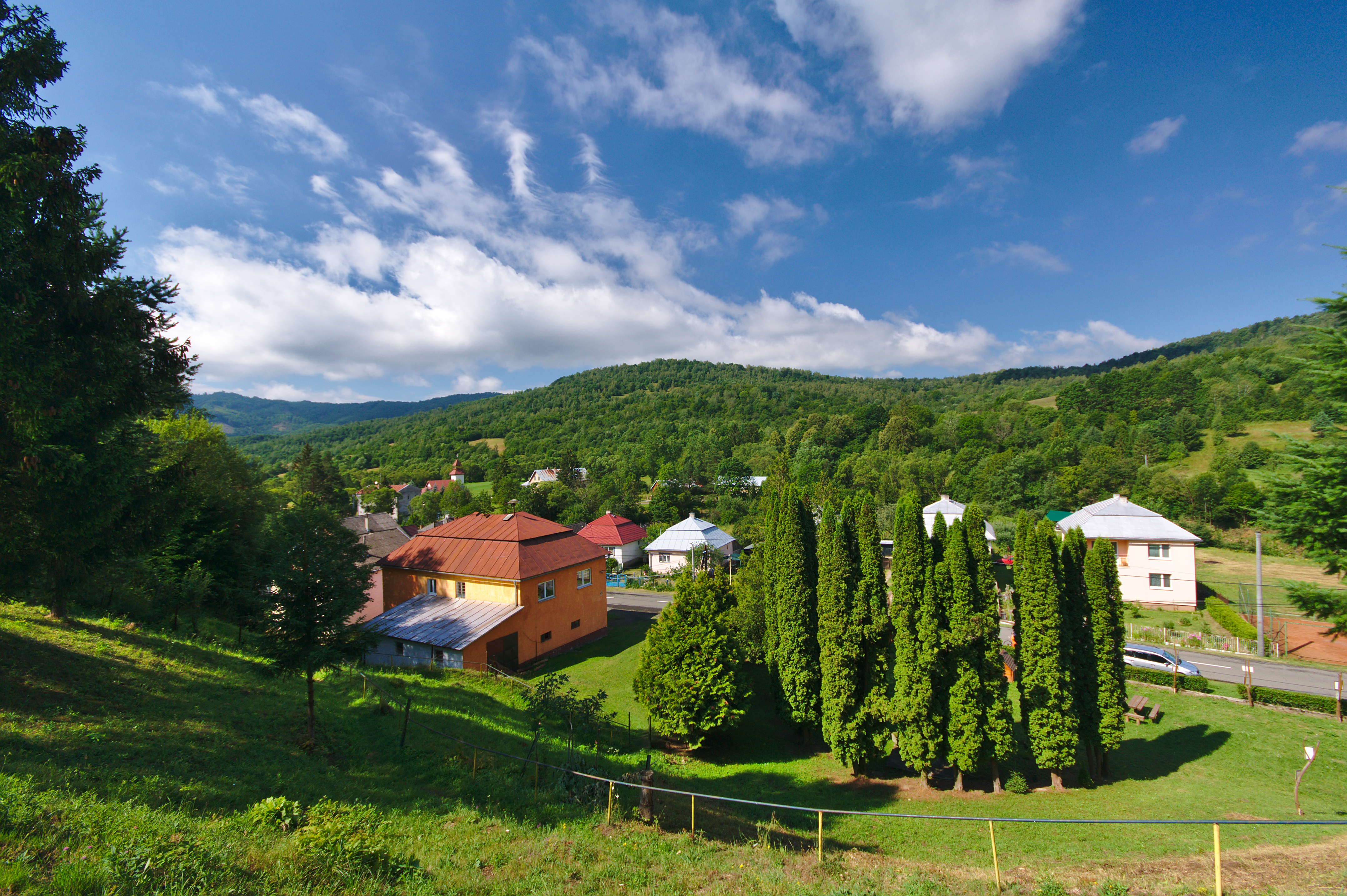
Вид від церкви Святого Михайла Архангела
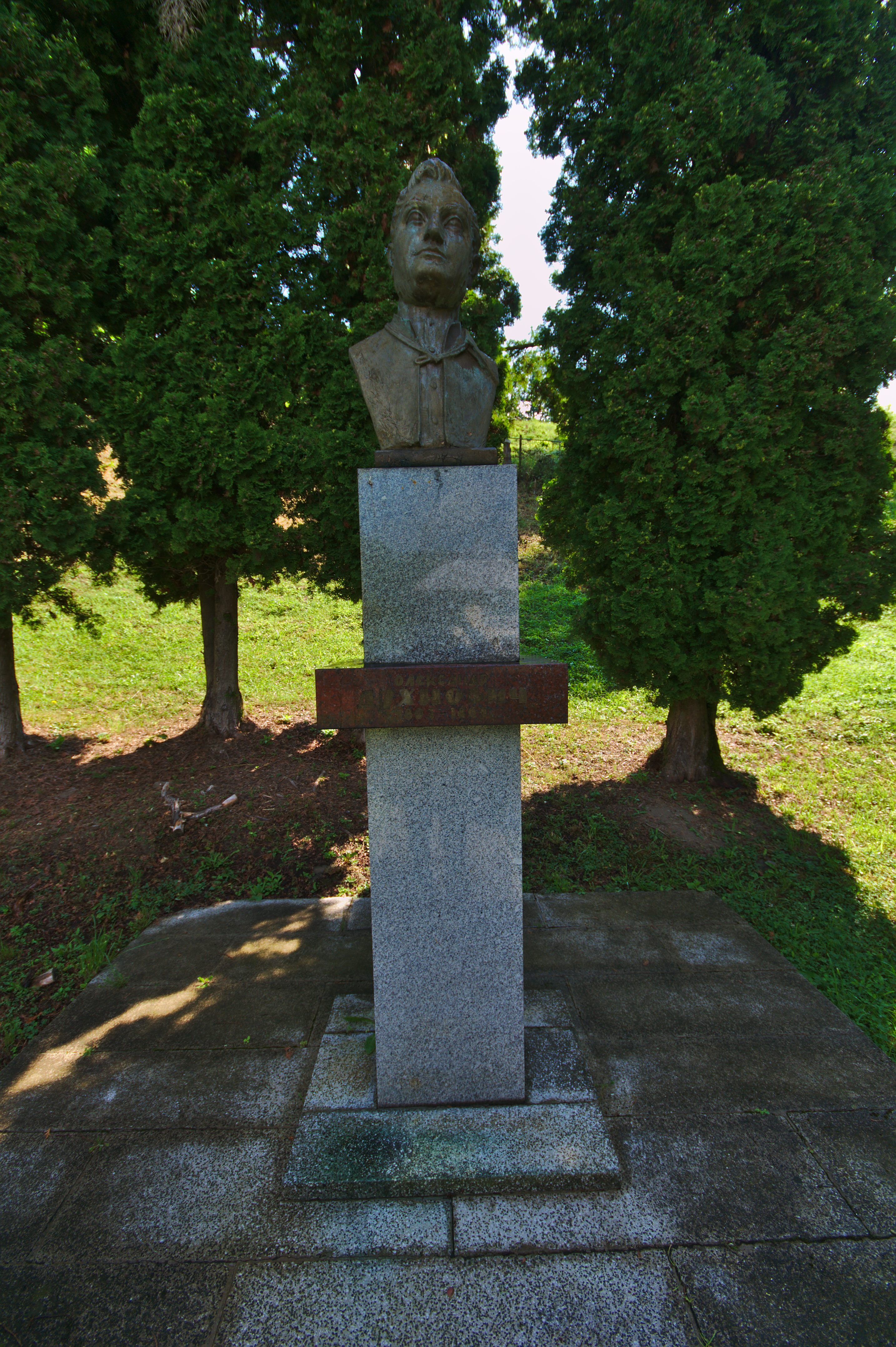
Пам'ятник Олександру Духновичу
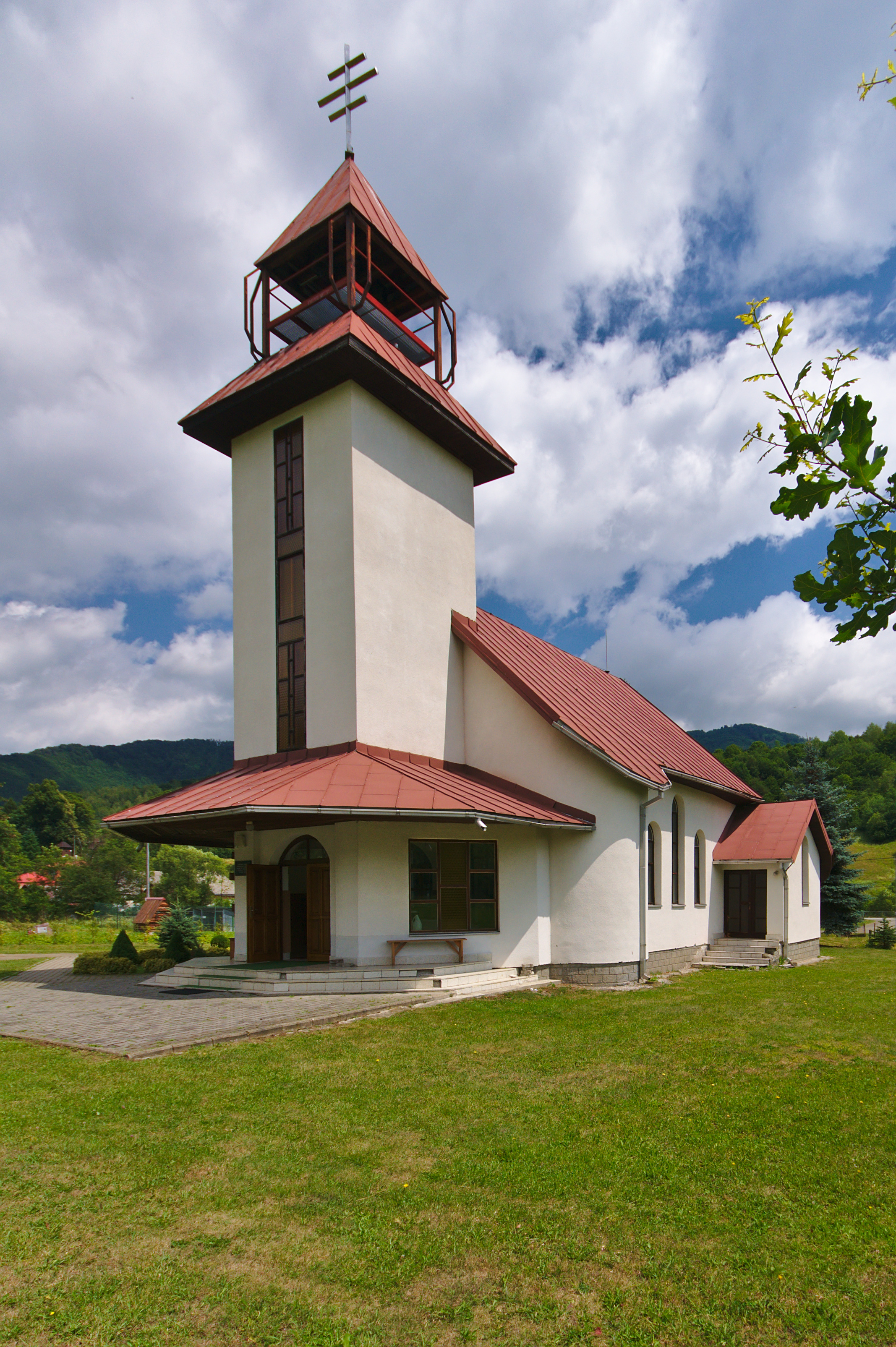
Костьол Святих Петра і Павла
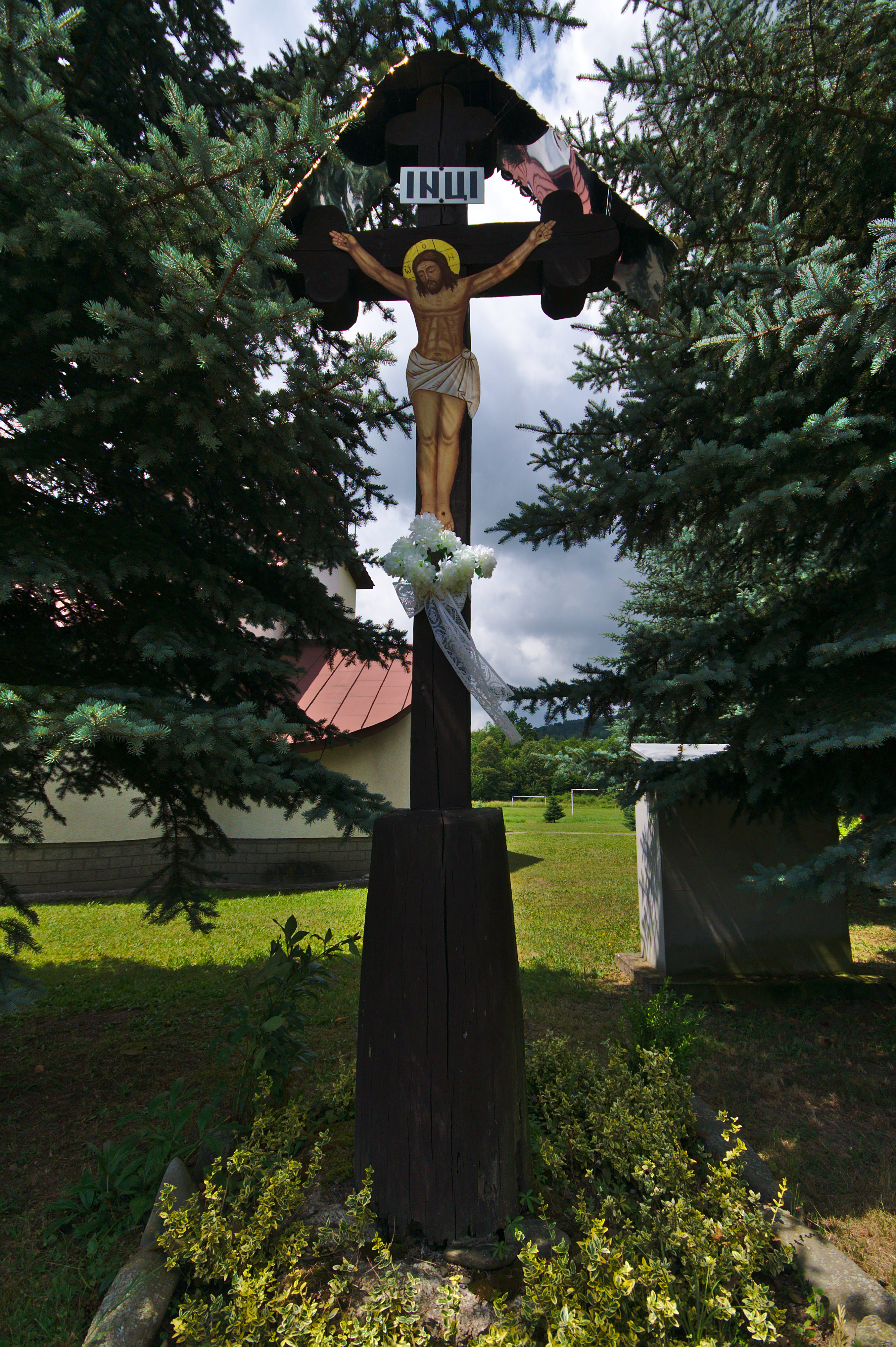
Хрест перед церквою Св. Петра і Павла
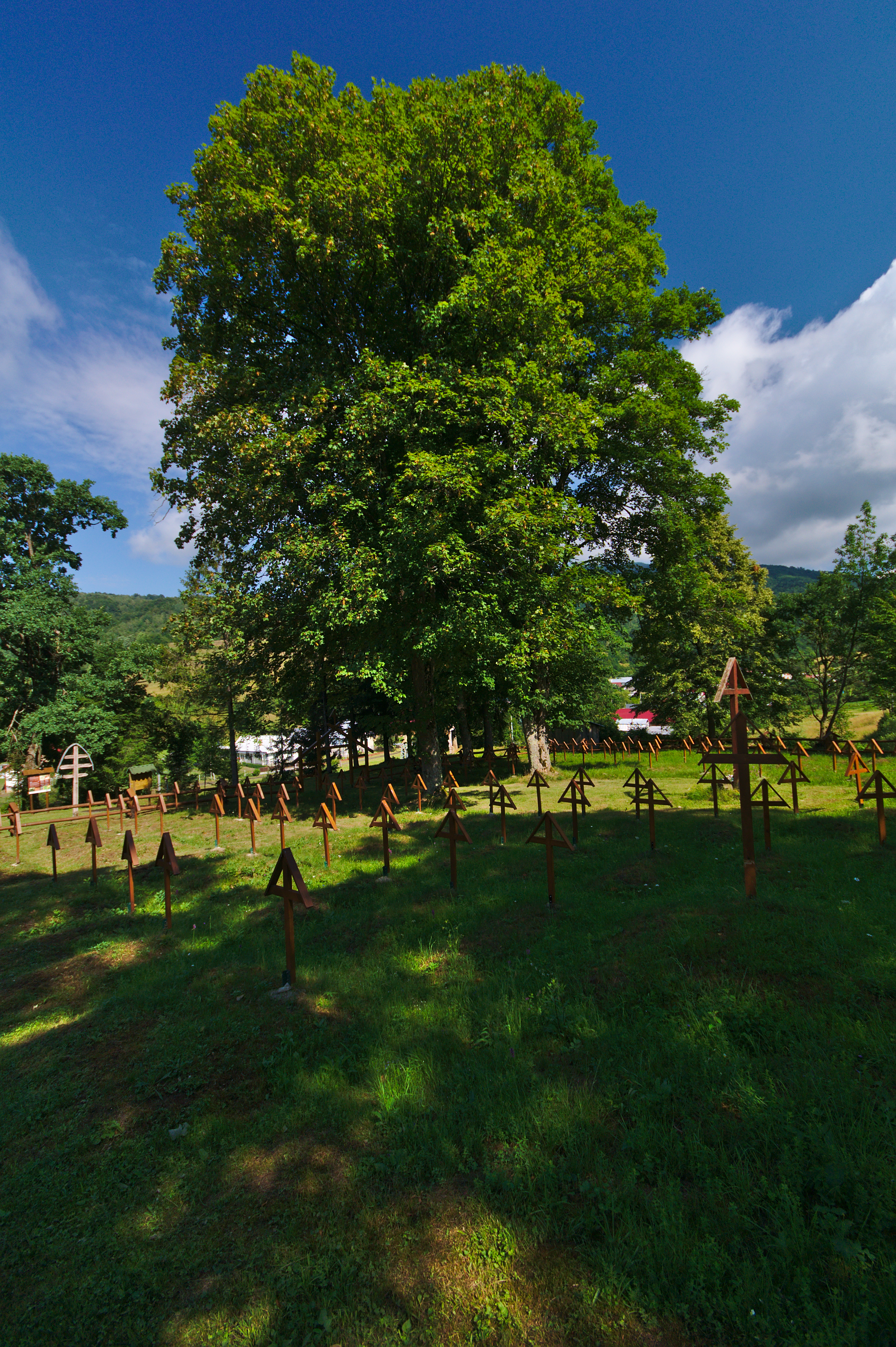
Військове кладовище
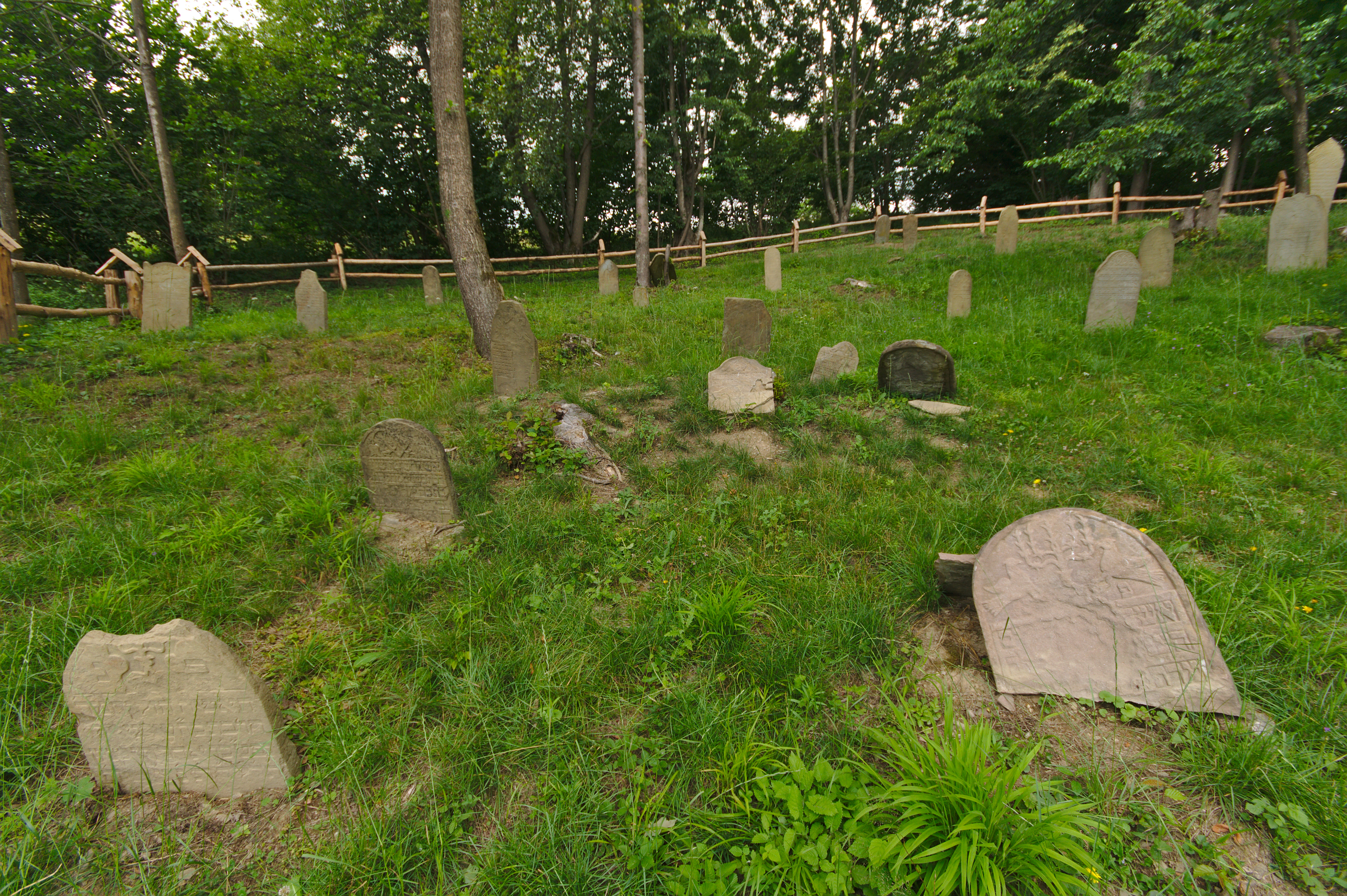
Єврейське кладовище